# 1449 en santé et médecine
| Années de la santé et de la médecine : 1446 - 1447 - 1448 - 1449 - 1450 - 1451 - 1452    |
| Décennies de la santé et de la médecine : 1410 - 1420 - 1430 - 1440 - 1450 - 1460 - 1470 |

Cet article présente les faits marquants de l'année 1449 en santé et médecine.

## Événements
- Fondation de l'hôpital général de Bergame en Lombardie[1].
- Fondation de l'hôpital San Matteo (Ospitale di San Matteo) de Pavie[2], qui est à l'origine de l'actuelle polyclinique (it).
- Un hôpital du Saint-Esprit est mentionné à Beaumont-de-Lomagne en Armagnac[3].
- 1448-1449 : fondation par Philippe le Bon à Ath, dans le comté de Hainaut, de l'hôpital de la Madeleine[4], « pour recevoir et soigner charitablement les pauvres malades[5] ».

## Publication
- Matteolo Mattioli († av. 1473) rédige son Commentaire au premier livre du Canon d'Avicenne[6].

## Naissance
- Magnus Hundt (en) (mort en 1519), théologien, philosophe et médecin allemand, auteur de divers ouvrages en rapport avec la médecine, tels un De elementis, partibus et membris humani corporis, un De juvamentis, nocumentis, accidentibus, vitiis, remediis et physionomia ipsorum, ou encore un De excrementis et exeuntibus, imprimés ensemble à Leipzig en 1501 par Wolfgang Stöckel[7],[8].

## Décès
- 28 août : Jean Cadard (né en 1374), médecin des enfants du roi Charles VI et précepteur du dauphin, puis Premier médecin et conseiller de Charles VII[9].
- Jacques Porchet (né à une date inconnue), reçu docteur en médecine à Paris, professeur dans cette ville, puis à Poitiers où il a été le premier à enseigner la médecine ; a soigné Radegonde, fille de la reine Marie d'Anjou[10].
- Avant 1449 ? : Richard Le Conte (né à une date inconnue), barbier à la cour de Bourgogne[11].